# São Sebastião (São Paulo)

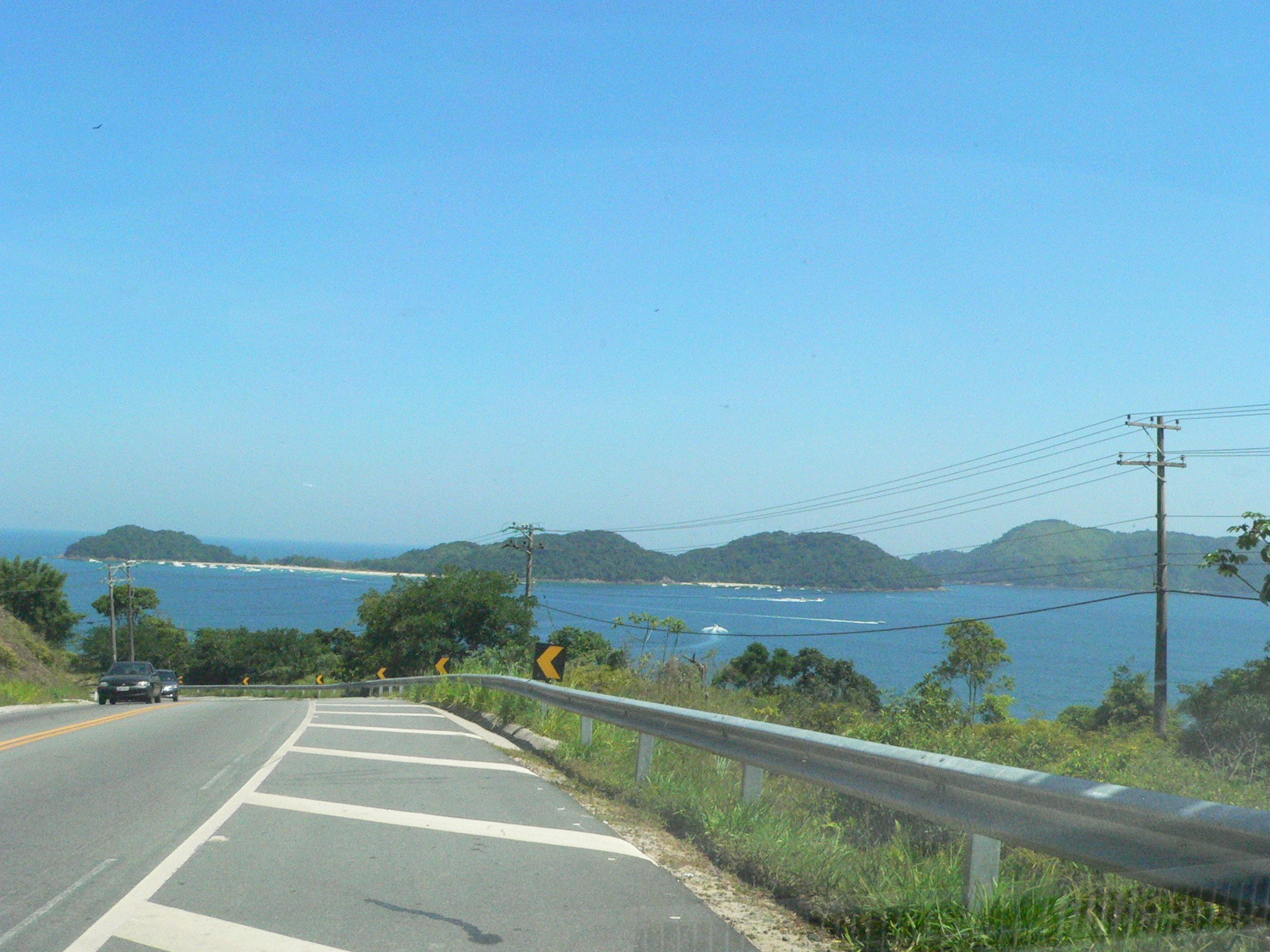
La carretera Doutor Manuel Hipólito Rego al llegar a São Sebastião

São Sebastião es un municipio del estado de São Paulo, ubicado en la Región Geográfica Inmediata de Caraguatatuba-Ubatuba-São Sebastião. Según el censo de 2022, su población es de 81 595 habitantes, con una densidad demográfica de 202,77 hab/km². La superficie total del municipio es de 402 395 km². El municipio está formado por la sede y los distritos de Maresias y São Francisco da Praia.
Es uno de los 15 municipios paulistas considerados propios para el baño por cumplir determinados requisitos definidos por una ley estadual. Este estatus garantiza a esos municipios una mayor difusión por parte del Estado en la promoción del turismo regional.

## Geografía
Sus límites son Caraguatatuba al norte, el océano Atlántico al este, Bertioga al sur y Salesópolis al noroeste.
La Isla de San Sebastián, cuyo territorio corresponde al municipio de Ilhabela, se encuentra enfrente de la costa oriental de São Sebastião. En esta costa es donde se encuentra el centro comercial de la ciudad. Entre la ciudad y la isla se localiza el canal de San Sebastián, que tiene una extensión de apenas 3 kilómetros, travesía que puede ser realizada por medio de balsas.
En el canal se encuentra el puerto de São Sebastião y el oleoducto de la mayor unidad de Transpetro (subsidiaria de Petrobrás responsable por el transporte de petróleo y demás combustibles), desde donde sale el 80% del combustible exportado por el país.
En la costa sur se encuentran las playas para hacer turismo: Toque-Toque, Maresias, Boiçucanga y Barra do Saí. Prácticamente toda la ciudad se encuentra localizada sobre las áreas planas que hay entre el mar y las sierras, a excepción de las torres de telefonía celular y de transmisión de energía eléctrica. La ciudad posee un clima oceánico, con una temperatura media anual de 24 °C.

## Transporte
La única manera de acceder a la ciudad es por medio de la carretera Doutor Manuel Hipólito Rego (BR-101), que la comunica con Ubatuba y Bertioga. La carretera es la arteria más importante del municipio, conectando los extremos norte y sur, con una línea de bus regular. Las bicicletas también son muy utilizadas para moverse dentro de los límites de la ciudad.